# Zemeros emesoides
Espèce
Zemeros emesoides est une espèce de lépidoptères (papillons) de la famille des Riodinidae, originaire d'Asie du Sud-Est.

## Description
Zemeros emesoides est un papillon de taille moyenne de couleur orange cuivré, caractérisé par des lignes parallèles à la marge orange et marron cuivré.
Le revers présente la même ornementation.

## Écologie

### Plantes hôtes
Les plantes hôtes de la chenille sont des Maesa.

## Écologie et distribution
Zemeros emesoides est présent en Malaisie, à Sumatra et à Bornéo.

### Biotope
Il réside en forêt.

## Taxinomie
Zemeros emesoides a été décrit par Cajetan Freiherr von Felder et Rudolf Felder en 1860.

### Sous-espèces
- Zemeros emesoides emesoides C. & R. Felder, 1860
- Zemeros emesoides bangueyanus Fruhstorfer, 1912
- Zemeros emesoides eso Fruhstorfer, 1904 ; à Bornéo
- Zemeros emesoides zynias Fruhstorfer, 1914 ; à Sumatra

## Protection
Pas de statut de protection particulier.